# Gare de Plouvara - Plerneuf
La gare de Plouvara - Plerneuf est une gare ferroviaire française de la ligne de Paris-Montparnasse à Brest, située sur le territoire de la commune de Plouvara, près de Plerneuf, dans le département des Côtes-d'Armor en région Bretagne.
C'est une halte de la Société nationale des chemins de fer français (SNCF) desservie par des trains express régionaux TER Bretagne circulant entre Lannion et Saint-Brieuc.

## Situation ferroviaire
Établie à 163 m d'altitude, la gare de Plouvara - Plerneuf est située au point kilométrique (PK) 485,000 de la ligne de Paris-Montparnasse à Brest entre les gares de Méaugon et la Châtelaudren - Plouagat.

## Histoire
La ligne de chemin de fer de Paris à Brest passe sur le territoire de la commune, la Compagnie des chemins de fer de l'Ouest n'ayant pas estimé nécessaire d'y installer une halte ou une station pour sa mise en service du 7 septembre 1863. Les conseils des communes de Plouvara et de Plerneuf émettent des vœux pour l'ouverture d'une halte. 
En avril 1877, la commission des travaux publics du Conseil général des Côtes-du-Nord relaie cette demande. Lors de la réunion du 21 août, la réponse de la compagnie et l'avis de la commission sont communiqués aux conseillers. Pour la compagnie, c'est un refus du fait du coût estimé « considérable » ; néanmoins, elle admet qu'il est possible de l'établir, au kilomètre 485, du fait qu'il y a un palier de 310 m de longueur à proximité immédiate du pont du chemin de Plerneuf à Saint-Ignace. La commission souligne la persévérance de ces communes qui sont également prêtes à « faire des sacrifices importants » ; elle propose de faire demander à la compagnie une étude précise et chiffrée de ce projet. Le conseil adopte cette proposition.
La Compagnie soumet son projet de halte, dans la tranchée de Plouvara, à l'approbation du ministre des Travaux publics le 13 juillet 1878. Ce projet est approuvé par la décision ministérielle du 23 août 1878.
La décision d'établir une halte à Plouvara est officialisée par le décret du 6 décembre 1880. En juillet 1881, rien n'a été encore fait sur le terrain. La compagnie met en service la halte en 1882.

## Fréquentation
De 2015 à 2023, selon les estimations de la SNCF, la fréquentation annuelle de la gare s'élève aux nombres indiqués dans le tableau ci-dessous.
| Année     | 2015  | 2016 | 2017 | 2018 | 2019 | 2020 | 2021 | 2022 | 2023 |
| --------- | ----- | ---- | ---- | ---- | ---- | ---- | ---- | ---- | ---- |
| Voyageurs | 1 176 | 910  | 594  | 12   | 237  | 455  | 455  | 645  | 545  |

## Service des voyageurs

### Accueil
Halte SNCF, c'est un point d'arrêt non géré (PANG) disposant de panneaux d'informations, d'abri de quais ainsi que d'une borne pour la validation des titres de transports sur les cartes à puce KorriGo. Un platelage permet de traverser les voies.

### Desserte
Plouvara - Plerneuf est desservie par des trains TER Bretagne qui circulent entre la gare de Lannion et la gare de Saint-Brieuc.